# 직렬 및 병렬 회로

전압원(예: 배터리, 이 경우 전지)과 세 개의 저항 장치가 있는 직렬 회로

2단자 부품과 전기 네트워크는 직렬 또는 병렬로 연결될 수 있다. 결과적인 전기 네트워크는 2개의 단자를 가지며, 그 자체로 직렬 또는 병렬 토폴로지에 참여할 수 있다. 2단자 "객체"가 전기 부품(예: 저항기)인지 또는 전기 네트워크(예: 직렬 저항기)인지는 관점에 따라 달라진다. 이 문서에서는 직렬/병렬 네트워크에 참여하는 2단자 "객체"를 "부품"이라고 지칭한다.
직렬로 연결된 부품들은 단일 "전기 경로"를 따라 연결되며, 각 부품에는 네트워크를 통해 흐르는 전류와 동일한 동일한 전류가 흐른다. 네트워크 양단의 전압은 각 부품 양단의 전압 합계와 같다.
병렬로 연결된 부품들은 여러 경로를 따라 연결되며, 각 부품에는 네트워크 양단의 전압과 동일한 동일한 전압이 인가된다. 네트워크를 통해 흐르는 전류는 각 부품을 통해 흐르는 전류의 합계와 같다.
위의 두 진술은 전압과 전류의 역할을 교환하는 것을 제외하고는 동일하다.
오로지 직렬로 연결된 부품들로만 구성된 회로를 직렬 회로라고 하며, 마찬가지로 완전히 병렬로 연결된 회로를 병렬 회로라고 한다. 많은 회로는 직렬 및 병렬 회로의 조합과 다른 구성으로 분석될 수 있다.
직렬 회로에서 각 부품을 통해 흐르는 전류는 동일하며, 회로 양단의 전압은 각 부품 양단의 개별 전압 강하의 합이다. 병렬 회로에서 각 부품 양단의 전압은 동일하며, 총 전류는 각 부품을 통해 흐르는 전류의 합이다.
네 개의 전구와 12볼트 자동차 배터리로 구성된 매우 간단한 회로를 생각해보자. 배터리에서 첫 번째 전구로, 다음 전구로, 그 다음 전구로, 그리고 마지막 전구로 이어진 후 다시 배터리로 하나의 연속적인 루프를 형성하면, 이 전구들은 직렬로 연결되었다고 한다. 만약 각 전구가 배터리에 별도의 루프로 연결되어 있다면, 이 전구들은 병렬로 연결되었다고 한다. 네 개의 전구가 직렬로 연결되어 있으면, 동일한 전류가 모든 전구를 통해 흐르고 각 전구에는 3볼트의 전압 강하가 발생하여 전구가 빛을 내기에 충분하지 않을 수 있다. 전구들이 병렬로 연결되어 있으면, 전구를 통해 흐르는 전류가 합쳐져 배터리 전류를 형성하며, 각 전구에는 12볼트의 전압 강하가 발생하고 모든 전구가 빛을 낸다.
직렬 회로에서는 회로가 완성되려면 모든 장치가 작동해야 한다. 직렬 회로에서 전구 하나가 고장나면 전체 회로가 끊어진다. 병렬 회로에서는 각 전구가 자체 회로를 가지므로, 하나를 제외한 모든 전구가 고장나더라도 마지막 하나는 계속 작동한다.

## 직렬 회로
직렬 회로는 때때로 전류 결합으로도 불린다. 직렬 회로의 전류는 회로의 모든 부품을 통과한다. 따라서 직렬 연결의 모든 부품은 동일한 전류를 전달한다.
직렬 회로는 전류가 흐를 수 있는 단 하나의 경로만 가진다. 어떤 지점에서든 직렬 회로를 열거나 끊으면 전체 회로가 "개방"되거나 작동을 멈춘다. 예를 들어, 구형 크리스마스 트리 조명 줄에서 전구 하나라도 타거나 제거되면, 고장난 전구를 교체할 때까지 전체 줄이 작동 불능 상태가 된다.

### 전류
{\displaystyle I=I_{1}=I_{2}=\cdots =I_{n}}
직렬 회로에서 전류는 모든 요소에 대해 동일하다.

### 전압
직렬 회로에서 전압은 개별 부품(저항 단위)의 전압 강하의 합이다.
{\displaystyle V=\sum _{i=1}^{n}V_{i}=I\sum _{i=1}^{n}R_{i}}

### 저항 단위
직렬로 연결된 두 개 이상의 저항기의 총 저항은 개별 저항의 합과 같다.
{\displaystyle R=\sum _{i=1}^{n}R_{i}=R_{1}+R_{2}+R_{3}\cdots +R_{n}.}
여기서 Rs의 아래첨자 s는 "직렬"을 의미하며, Rs는 직렬에서의 저항을 나타낸다.

#### 전도율
전도율은 저항의 역수이다. 따라서 순수 저항의 직렬 회로의 총 전도율은 다음 표현식으로 계산할 수 있다.
{\displaystyle G=\left(\sum _{i=1}^{n}{1 \over G_{i}}\right)^{-1}=\left({1 \over G_{1}}+{1 \over G_{2}}+{1 \over G_{3}}+\dots +{1 \over G_{n}}\right)^{-1}.}
두 개의 컨덕턴스가 직렬로 연결된 특수한 경우, 총 컨덕턴스는 다음과 같다.
{\displaystyle G={\frac {G_{1}G_{2}}{G_{1}+G_{2}}}.}

### 유도자
유도자는 동일한 법칙을 따르는데, 직렬로 연결된 비결합 유도자의 총 유도계수는 개별 유도자의 합과 같다.
{\displaystyle L=\sum _{i=1}^{n}L_{i}=L_{1}+L_{2}+L_{3}\cdots +L_{n}.}
그러나 어떤 상황에서는 인접한 인덕터가 서로 영향을 미치는 것을 막기 어려운데, 이는 한 장치의 자기장이 이웃하는 코일과 결합하기 때문이다. 이 영향은 상호 인덕턴스 M으로 정의된다. 예를 들어, 두 개의 인덕터가 직렬로 연결되어 있을 때, 두 인덕터의 자기장이 서로에게 어떻게 영향을 미치는지에 따라 두 가지 가능한 등가 인덕턴스가 존재한다.
인덕터가 두 개 이상일 경우, 각 인덕터 간의 상호 인덕턴스와 코일들이 서로에게 미치는 영향이 계산을 복잡하게 만든다. 더 많은 수의 코일의 경우, 전체 결합 인덕턴스는 각 코일 자체의 상호 인덕턴스(자기 인덕턴스 또는 간단히 인덕턴스라고 함)를 포함하여 다양한 코일 간의 모든 상호 인덕턴스의 합으로 주어진다. 세 개의 코일의 경우, {\displaystyle M_{12}}, {\displaystyle M_{13}}, {\displaystyle M_{23}} 및 {\displaystyle M_{21}}, {\displaystyle M_{31}}, {\displaystyle M_{32}}의 여섯 가지 상호 인덕턴스가 존재한다. 또한 세 코일의 세 가지 자기 인덕턴스 {\displaystyle M_{11}}, {\displaystyle M_{22}}, {\displaystyle M_{33}}도 존재한다.
따라서
{\displaystyle L=\left(M_{11}+M_{22}+M_{33}\right)+\left(M_{12}+M_{13}+M_{23}\right)+\left(M_{21}+M_{31}+M_{32}\right)}
상호성(reciprocity)에 의해 {\displaystyle M_{ij}} = {\displaystyle M_{ji}}이므로 마지막 두 그룹은 결합될 수 있다. 처음 세 항은 여러 코일의 자기 인덕턴스 합계를 나타낸다. 이 공식은 상호 결합이 있는 직렬 코일의 수에 관계없이 쉽게 확장될 수 있다. 이 방법은 코일의 각 권선이 다른 모든 권선과 상호 인덕턴스 합을 계산하여 어떤 단면 모양의 큰 코일의 자기 인덕턴스를 찾는 데 사용될 수 있다. 왜냐하면 그러한 코일에서는 모든 권선이 직렬로 연결되기 때문이다.

### 축전기
축전기는 역수를 사용하여 동일한 법칙을 따른다. 직렬로 연결된 축전기의 총 전기 용량은 개별 축전기의 역수의 합의 역수와 같다.
{\displaystyle C=\left(\sum _{i=1}^{n}{1 \over C_{i}}\right)^{-1}=\left({1 \over C_{1}}+{1 \over C_{2}}+{1 \over C_{3}}+\dots +{1 \over C_{n}}\right)^{-1}.}
전기적 탄성(정전 용량의 역수)을 사용하여 동등하게, 총 직렬 전기적 탄성은 각 축전기의 전기적 탄성의 합과 같다.

### 개폐기
두 개 이상의 직렬 개폐기는 논리 AND를 형성한다. 모든 개폐기가 닫혀 있을 때만 회로에 전류가 흐른다. AND 게이트를 참조하라.

### 전지 및 배터리
화학 전지의 모임을 배터리라고 한다. 전지가 직렬로 연결되면 배터리 전압은 전지 전압의 합이 된다. 예를 들어, 12볼트 자동차 배터리는 직렬로 연결된 6개의 2볼트 전지를 포함한다. 트럭과 같은 일부 차량은 24볼트 시스템에 전력을 공급하기 위해 12볼트 배터리 두 개를 직렬로 연결한다.

## 병렬 회로
두 개 이상의 부품이 병렬로 연결되면, 부품의 양단에는 동일한 전위차(전압)가 걸린다. 부품 양단의 전위차는 크기가 같으며, 극성도 동일하다. 병렬로 연결된 모든 회로 부품에는 동일한 전압이 인가된다. 총 전류는 키르히호프의 전류 법칙에 따라 개별 부품을 통해 흐르는 전류의 합과 같다.

### 전압
병렬 회로에서 전압은 모든 요소에 대해 동일하다.
{\displaystyle V=V_{1}=V_{2}=\dots =V_{n}}

### 전류
각 개별 저항기의 전류는 옴의 법칙에 의해 결정된다. 전압을 밖으로 빼내면 다음과 같다.
{\displaystyle I=\sum _{i=1}^{n}I_{i}=V\sum _{i=1}^{n}{1 \over R_{i}}.}

### 저항 단위
모든 부품의 총 저항을 찾으려면 각 부품의 저항 {\displaystyle R_{i}}의 역수를 더하고 그 합의 역수를 취한다. 총 저항은 항상 가장 작은 저항 값보다 작다.
{\displaystyle R=\left(\sum _{i=1}^{n}{1 \over R_{i}}\right)^{-1}=\left({1 \over R_{1}}+{1 \over R_{2}}+{1 \over R_{3}}+\dots +{1 \over R_{n}}\right)^{-1}}
저항이 두 개만 있을 때, 역수화되지 않은 표현은 상당히 간단하다.
{\displaystyle R={\frac {R_{1}R_{2}}{R_{1}+R_{2}}}.}
이것은 때때로 곱셈을 합계로 나누는 니모닉으로 불린다.
병렬로 연결된 N개의 동일한 저항에 대해, 역수의 합 표현은 다음과 같이 간략화된다.
{\displaystyle {\frac {1}{R}}=N{\frac {1}{R}}.}
따라서 다음과 같이 된다.
{\displaystyle R={\frac {R}{N}}.}
저항 {\displaystyle R_{i}}를 가진 부품의 전류를 찾으려면 옴의 법칙을 다시 사용한다.
{\displaystyle I_{i}={\frac {V}{R_{i}}}\,.}
부품들은 역저항에 따라 전류를 분배하므로, 두 개의 저항의 경우 다음과 같다.
{\displaystyle {\frac {I_{1}}{I_{2}}}={\frac {R_{2}}{R_{1}}}.}
병렬로 연결된 장치에 대한 옛 용어는 호광등의 다중 연결과 같이 다중(multiple)이었다.

#### 전도율
전기 전도율 {\displaystyle G}는 저항의 역수이므로, 저항기의 병렬 회로의 총 전도율에 대한 표현은 다음과 같이 간단하다.
{\displaystyle G=\sum _{i=1}^{n}G_{i}=G_{1}+G_{2}+G_{3}\cdots +G_{n}.}
총 전도율과 저항의 관계는 상보적인 관계에 있다. 저항의 직렬 연결에 대한 표현은 전도율의 병렬 연결에 대한 표현과 동일하며, 그 반대도 마찬가지이다.

### 유도자
유도자는 동일한 법칙을 따르는데, 병렬로 연결된 비결합 유도자의 총 유도계수는 개별 유도자의 역수의 합의 역수와 같다.
{\displaystyle L=\left(\sum _{i=1}^{n}{1 \over L_{i}}\right)^{-1}=\left({1 \over L_{1}}+{1 \over L_{2}}+{1 \over L_{3}}+\dots +{1 \over L_{n}}\right)^{-1}.}
만약 인덕터들이 서로의 자기장 안에 위치한다면, 상호 인덕턴스로 인해 이 접근 방식은 유효하지 않다. 만약 병렬로 연결된 두 코일 사이의 상호 인덕턴스가 M이라면, 등가 인덕터는 다음과 같다.
{\displaystyle L={\frac {L_{1}L_{2}-M^{2}}{L_{1}+L_{2}-2M}}}
만약 {\displaystyle L_{1}=L_{2}}
{\displaystyle L={\frac {L+M}{2}}}
{\displaystyle M}의 부호는 자기장이 서로에게 미치는 영향에 따라 달라진다. 두 개의 동일하고 밀접하게 결합된 코일의 경우 총 인덕턴스는 각 단일 코일의 인덕턴스와 거의 동일하다. 만약 한 코일의 극성이 반대로 되어 M이 음수가 되면, 병렬 인덕턴스는 거의 0이 되거나 조합은 거의 비유도성이 된다. "밀접하게 결합된" 경우 M은 L과 매우 거의 같다고 가정한다. 그러나 인덕턴스가 같지 않고 코일이 밀접하게 결합된 경우, M의 양수 및 음수 값 모두에 대해 거의 단락 상태 및 높은 순환 전류가 발생할 수 있어 문제가 발생할 수 있다.
세 개 이상의 인덕터는 더 복잡해지며, 각 인덕터가 다른 각 인덕터에 미치는 상호 인덕턴스와 그들 간의 상호 영향이 고려되어야 한다. 세 개의 코일의 경우, {\displaystyle M_{12}}, {\displaystyle M_{13}}, {\displaystyle M_{23}}의 세 가지 상호 인덕턴스가 있다. 이는 행렬 방법을 사용하여 {\displaystyle L} 행렬(이 경우 3x3)의 역수의 항들을 합하는 것이 가장 잘 처리된다.
관련 방정식은 다음과 같은 형태를 가진다.
{\displaystyle v_{i}=\sum _{j}L_{i,j}{\frac {di_{j}}{dt}}}

### 축전기
병렬로 연결된 축전기의 총 전기 용량은 개별 축전기의 전기 용량의 합과 같다.
{\displaystyle C=\sum _{i=1}^{n}C_{i}=C_{1}+C_{2}+C_{3}\cdots +C_{n}.}
축전기의 병렬 조합의 작동 전압은 항상 개별 축전기 중 가장 작은 작동 전압에 의해 제한된다.

### 개폐기
두 개 이상의 병렬 개폐기는 논리 OR을 형성한다. 적어도 하나의 개폐기가 닫혀 있을 때 회로에 전류가 흐른다. OR 게이트를 참조하라.

### 전지 및 배터리
배터리의 전지가 병렬로 연결되면 배터리 전압은 전지 전압과 동일하지만, 각 전지에서 공급되는 전류는 총 전류의 일부가 된다. 예를 들어, 동일한 전지 4개가 병렬로 연결된 배터리가 1 암페어의 전류를 공급한다면, 각 전지에서 공급되는 전류는 0.25암페어가 될 것이다. 전지들의 전압이 동일하지 않으면, 전압이 더 높은 전지들이 전압이 더 낮은 전지들을 충전하려고 시도하여 잠재적으로 손상시킬 수 있다.
병렬 연결 배터리는 휴대용 라디오의 진공관 필라멘트에 전력을 공급하는 데 널리 사용되었다. 리튬 이온 충전식 배터리(특히 노트북 배터리)는 암페어-시간 정격을 높이기 위해 종종 병렬로 연결된다. 일부 태양광 발전 시스템은 저장 용량을 늘리기 위해 배터리를 병렬로 연결하는데, 총 암페어-시간의 근사치는 병렬로 연결된 모든 배터리의 암페어-시간 합계이다.

## 전도율 결합
키르히호프의 전기회로 법칙으로부터 전도율을 결합하는 규칙을 추론할 수 있다. 병렬로 연결된 두 전도체 {\displaystyle G_{1}}과 {\displaystyle G_{2}}의 경우, 양단 전압은 동일하며 키르히호프의 전류 법칙(KCL)에 따라 총 전류는 다음과 같다.
{\displaystyle I=I_{1}+I_{2}.}
컨덕턴스에 대한 옴의 법칙을 대입하면 다음과 같다.
{\displaystyle GV=G_{1}V+G_{2}V}
등가 컨덕턴스는 다음과 같다.
{\displaystyle G=G_{1}+G_{2}.}
직렬로 연결된 두 전도체 {\displaystyle G_{1}}와 {\displaystyle G_{2}}의 경우, 전류는 동일하며 키르히호프의 전압 법칙에 따라 양단의 전압은 각 전도체의 전압 합계와 같다. 즉,
{\displaystyle V=V_{1}+V_{2}.}
컨덕턴스에 대한 옴의 법칙을 대입하면 다음과 같다.
{\displaystyle {\frac {I}{G}}={\frac {I}{G_{1}}}+{\frac {I}{G_{2}}}}
이는 다시 등가 컨덕턴스에 대한 공식을 제공한다.
{\displaystyle {\frac {1}{G}}={\frac {1}{G_{1}}}+{\frac {1}{G_{2}}}.}
이 방정식은 약간 재배열될 수 있지만, 이는 두 개의 구성 요소에 대해서만 이처럼 재배열되는 특수한 경우이다.
{\displaystyle G={\frac {G_{1}G_{2}}{G_{1}+G_{2}}}.}
직렬로 연결된 세 개의 컨덕턴스에 대해,
{\displaystyle G={\frac {G_{1}G_{2}G_{3}}{G_{1}G_{2}+G_{1}G_{3}+G_{2}G_{3}}}.}

## 표기
두 개의 병렬 부품 값은 종종 방정식에서 병렬 연산자, 즉 두 개의 수직선(∥)으로 나타내며, 이는 기하학의 평행선 표기법을 차용한 것이다.
{\displaystyle R\equiv R_{1}\parallel R_{2}\equiv \left(R_{1}^{-1}+R_{2}^{-1}\right)^{-1}\equiv {\frac {R_{1}R_{2}}{R_{1}+R_{2}}}}
이는 용어의 확장에 의해 복잡해질 수 있는 표현을 단순화한다. 예를 들어:
{\displaystyle R_{1}\parallel R_{2}\parallel R_{3}\equiv {\frac {R_{1}R_{2}R_{3}}{R_{1}R_{2}+R_{1}R_{3}+R_{2}R_{3}}}.}

## 응용
소비자 전자 제품에서 직렬 회로의 일반적인 응용은 배터리에 있는데, 여러 개의 전지가 직렬로 연결되어 편리한 작동 전압을 얻는 데 사용된다. 직렬로 연결된 두 개의 일회용 아연 전지는 3볼트의 손전등이나 리모컨에 전력을 공급할 수 있으며, 휴대용 전동 공구용 배터리 팩에는 48볼트를 제공하기 위해 12개의 리튬 이온 전지가 직렬로 연결될 수 있다.
직렬 회로는 이전에 전기 동차 열차의 조명에 사용되었다. 예를 들어, 공급 전압이 600볼트라면 8개의 70볼트 전구가 직렬로 연결되어(총 560볼트) 나머지 40볼트를 낮추는 저항기가 추가될 수 있었다. 열차 조명용 직렬 회로는 먼저 전동 발전기로, 그 다음에는 고체 장치로 대체되었다.
직렬 저항은 특정 장기 내 혈관의 배열에도 적용될 수 있다. 각 장기는 대동맥, 소동맥, 세동맥, 모세혈관, 정맥이 직렬로 배열되어 공급된다. 총 저항은 개별 저항의 합이며, 다음 방정식으로 표현된다. Rtotal = Rartery + Rarterioles + Rcapillaries. 이 직렬 저항에서 가장 큰 비중은 세동맥에 의해 기여된다.
병렬 저항은 순환계에 의해 설명된다. 각 기관은 대동맥에서 분기되는 동맥에 의해 공급된다. 이 병렬 배열의 총 저항은 다음 방정식으로 표현된다. 1/Rtotal = 1/Ra + 1/Rb + ... + 1/Rn. Ra, Rb, Rn은 각각 신장 동맥, 간 동맥 및 기타 동맥의 저항이다. 총 저항은 개별 동맥의 저항보다 작다.

## 같이 보기
- 반병렬 (전자공학)
- 온저항 결합
- 전류 분배 법칙
- 등가 임피던스 변환
- 수력 비유
- 회로 이론
- 저항 거리
- 직병렬 이중성
- 직병렬 부분 순서
- 직병렬 스프링
- 위상 (전기 회로)
- 전압 나누개
- 휘트스톤 브리지
- Y-Δ 변환

## 더 읽어보기
- Williams, Tim (2005). 《The Circuit Designer's Companion》. Butterworth-Heinemann. ISBN 0-7506-6370-7.
- “Resistor combinations: How many values using 1K ohm resistors?”. 《EDN magazine》.
- Grotz, Bernhard (2018년 1월 4일). 〈Strömungswiderstand〉. 《Mechanik der Flüssigkeiten》 (독일어).